# لويس بالمر
لويس بالمر هو مخترِع سويسري، ولد في 1971 في بودابست في المجر.